# 名詞
名詞（めいし ）とは、品詞（語の文法的分類）の一つで、典型的には物体・物質・人物・場所など具体的な対象を指示するのに用いられ、時間の経過と関係のない概念を表す語である。例えば、日本語の「木」「水」「若者」「野原」などは名詞である。
名詞は、動詞と並んで、ほとんど全ての言語に存在する品詞であると考えられている。ただし、名詞と動詞がどのように区別されるかは言語によって異なり、その区別を立てることが非常に難しいとされる言語もある。
名詞は開いた類であるが、イロコイ語族のように名詞の数が比較的少ない言語も存在する。

## 日本語

### 名詞と体言
自立語で、活用せず、（助詞を伴い）主語になる品詞を体言（たいげん）という。
体言を全て名詞とする説と、複数の品詞に分類し、その内主要なものを名詞とする説とがある。

### 名詞の種類
日本語の名詞の種類には、以下のようなものがある。名詞の範囲・分類には諸説あり、以下の種類は様々な分類に現れる種類を列記しているため、必ずしも相補的でない。また、それぞれの定義や範囲も説により異なる場合がある。

#### 狭義の名詞
普通名詞
同じ種類に属する全ての事物に適用される名称を表す名詞。
- 例: 「犬」「ピアノ」「時代」など。

固有名詞
人名、組織名や地名など、唯一無二である特定の対象を表す名詞のこと。文法上は、敬称を伴うときはこれも含めて固有名詞とすることが多い。
- 例: 「日本」「ウィキペディア」「NETFLIX」「佐藤さん」など。

形式名詞
用言について主部などを形成したり、他の文節との対応関係を作る（関係名詞も参照）形式的な名詞のこと。助詞を伴わず連用修飾語になれるものもある（「～するため～」の「ため」など）。
- 例: 「驚いたことがある」「大切なことはあきらめないことだ」などの「こと」、「横断するときは注意しましょう」の「とき」。

「彼に聞くのがいい」「あちらに着いてからが大事だ」などの「の」「から」も、機能は形式名詞に似るが、助詞に由来するので準体助詞（準体言助詞）と呼ばれる。
なお、形式名詞は通常ひらがなで表記される。
動詞性名詞・サ変名詞
動作を表す名詞で、「する」をつけることでサ変動詞となる。例の「テスト」のように、カタカナ語を含む。なお、文化庁の調査によって「お茶を飲む」ことを名詞に「する」をつけることによって「お茶する」と表現するなど、特定の行為を動詞性名詞によって表現することが確認されている。
例: 「勉強」「希望」「テスト」など。

#### 名詞に含めないことがあるもの
代名詞
話し手・聞き手・対象の関係により意味するものが変化する名詞。
- 例: 「私」「それ」など。独立した品詞とするときは、「その」「そう」など（代名詞を独立させないときは連体詞や副詞とされる）を含めることもある。

「私」「あなた」のように人を指し示すものを人称代名詞、「これ」「そこ」のように物事や場所、方向などを指し示すものを指示代名詞と分類する場合もある。
数詞・数名詞・数量詞
物事の順序や個数、数量などを表す名詞。文法上は、単位や助数詞を伴うときはこれも含めて数詞とすることが多い。通常の名詞と異なり、助詞を伴わず連用修飾語になれる。
- 例: 「1番」「2000年」「3個」「50g」「時速40km」など。

時詞・時名詞
時間を表す名詞。助詞を伴わず連用修飾語になれる。
- 例: 「今」「春」「さっき」「一昨年」など。

時数詞
助詞を伴わず連用修飾語になれるという共通点で、数詞・時詞などをまとめたもの。
- 例: （数詞・時詞以外に）「ほとんど」「それぞれ」など

形容詞性名詞・ナ名詞・ナニ名詞
形容動詞を認めず、名詞に助動詞の「だ」などが付いたと考えたもの。普通の名詞と違い、「な」を付けることができるかわりに、一部を除き格助詞などを付けることができない。名詞から独立させるほか、「だ」などを含め形容動詞（または形容詞の一種のナ形容詞）とすることも多い。
- 例: 「静か」「綺麗」「不思議」など。

### 意味による分類
抽象名詞
「自由」や「正義」などの抽象概念を表す名詞。
具象名詞・具体名詞
「鉛筆」や「寺」などの有形の物体を表す名詞。

### 名詞の構成
次のようにしてできた名詞もある。
転成名詞
他の品詞から名詞に変わったもの。
- 動詞・形容詞の連用形がそのまま名詞として使われる（例えば、「帰り」「遠く」など）。
- 形容詞・形容動詞の語幹に「さ・み・け」が付いて、名詞になる（例えば、「寒い＋け＝寒け」「静かだ＋さ＝静かさ」など）。

複合名詞
二つ以上の単語が結びついてできた名詞（例えば、「春＋風＝春風」「上る＋坂＝上り坂」など）。

### 名詞句
名詞または代名詞を主要部（主辞）とする句、または名詞と同じ働きをする句。統語論、特にXバー理論においては、修飾語句を伴わない単独の名詞・代名詞も、1語で名詞句を成しているとされる。
例えば、「美しい花が咲いている」という文には「美しい花」という句が含まれているが、その構成は修飾語（「美しい」）＋名詞（「花」）である。主要部が名詞であることから「美しい花」は名詞句となる。仮に「花」を取り除いて「美しいが咲いている」とすると、構文として正しくなくなる。「△が咲いている」の「△」は名詞（句）でなければならず、「美しい」（形容詞）はその主要部に成り得ない。統語論では、これは「咲く」という動詞が、主語の役割を果たす名詞句を項として要求するためだと解釈される。
また、「母が父にしたことは偉大だ」という文において、「母が父にしたこと」を「それ」という代名詞に置き換え、「それは偉大だ」と言うことが可能なので、「母が父にしたこと」という句は名詞と同じ働きをしていることになり、名詞句だとみなされる。同様に、「美しい花が咲いている」も「それが咲いている」と言い換えることが可能である。

### 名詞節
述語が名詞と同じ働きをしているもの。
例えば、「息子が大学に合格するのを心待ちにしている。」という文章では、「息子が大学に合格するの」が名詞節にあたる。

### 名詞法
動詞や形容詞を活用の連用形に変換させたり、接尾辞をつけて、名詞として扱う用法。
例: 「行う」 → 「行い」、「広い」 → 「広さ」など。

### 法則性
日本の国語学者、大野晋は、日本の9古典作品の品詞の構成比に関し、名詞・動詞・形容詞・形容動詞、その他の構成比を統計比較し、万葉集から源氏物語の値を端点として各々を結ぶと、名詞は単調減少の直線となり、名詞以外は単調増加の直線となり、ここに、他の7作品の百分率を、同一のグラフの上に目盛ると、その各点は上記の3本の直線上に、ほぼ垂直に並ぶ事を発見し、1956年に発表、その後の研究により一般化された。

## 朝鮮語

### 自立名詞
自立名詞 (じりつめいし、자립명사、チャリムミョンサ、옹근이름씨、オングニルムシ)とは名詞自体に意味があって他の言葉無しで自立して使える名詞を指す。
- 固有名詞
特定の人・対象を指す名詞。人名・ 国名・地名・社名などがこれに当たる。
신라(新羅)、한강(漢江)…

- 普通名詞
一般的な対象を指す名詞。
하늘(空)、나무(木)、사랑(愛)…

- 具体名詞
目に見える具体的な対象を指す名詞。
나무(木)・돌(石)…

- 抽象名詞
目に見えない抽象的な対象を指す名詞。
사랑(愛)・희망(希望)・삶(人生)…

### 依存名詞
依存名詞 (いそん/いぞん めいし、의존명사、ウィジョンミョンサ、꼴이름씨、コリルムシ)は独立性なく、他の言葉に依存して使われる名詞を指す。
뿐 (〜だけ)、바 (〜したところ)、따름 (〜だけ、〜のみ)、곳 (〜する場所)、따위 (〜など)…

## 英語
英語における名詞は、名詞の表すものの性質による分類、あるいは数の概念による分類を行うことができ、前者では5種、後者では2種に分類することができる。

### 名詞の表すものの性質による分類
- 固有名詞 (proper noun)
性質的に唯一無二である対象を指す名詞。人名・社名・地名などがこれに当たる。
E.g. Japan, Columbus, Europe, Mr. Smith, etc.
一般に、語頭が大文字で表記されるが、語頭が大文字であるからといって固有名詞であるとは限らない（e.g. Friday, English〈言語名〉）

- 普通名詞 (common noun)
一般的な対象を指す名詞。日本語とは異なり抽象名詞はこれに含まれない。
E.g. dog, book, apple, etc.
普通名詞には総称的表現として代表名詞的に使われることができる。代表名詞として普通名詞を使用する場合は下記3種の表現方法が認められる。
E.g. 鳥は飛ぶことができる。
  1. Birds can fly.
  2. A bird can fly.
  3. The bird can fly.
3.は"the"の持つ文法的性質により抽象性を得るためやや文語的である。

- 集合名詞 (collective noun)
集合体を対象とする名詞。日本語の場合は英語における集合名詞は全て普通名詞に含有される。
E.g. committee, family, government, etc.
集合名詞は集合体を1単位として見なす場合は普通名詞と考えることもできるが、集合体の構成単位に主眼を置く場合、数としては複数的性質を持ちうる。
E.g.
  1. I have a large family.（私の家は大家族だ）
  2. My family are all doctors.（私の家族は皆医者だ）

- 物質名詞 (material noun)
最小構成単位の確立が不可能な対象を表す際に用いる名詞。
E.g. glass, steel, coffee, etc.
物質名詞は、その物質名詞からなる製品、種類などを表す際普通名詞として扱われる。これを物質名詞の普通名詞化と呼ぶ。
E.g.
  1. Glass is usually regarded as a solid.（ガラスは通常固体であるとみなされる）
  2. I poured water into a glass.（私はグラスに水を入れた）
1.は物質名詞、2.は普通名詞として扱っている。

- 抽象名詞 (abstract noun)
抽象概念を表す際に用いる名詞。
E.g. beauty, failure, democracy, etc.
抽象名詞が具体的な内容を想起させる場合、物質名詞と同様に普通名詞として扱われる。これを抽象名詞の普通名詞化と呼ぶ。
E.g.
  1. The only thing he needs is kindness towards others.（彼に唯一欠けているのは他人に対する思いやりだ）
  2. Thank you for the many kindnesses during my school days.（在学中は色々とお世話になりました）
2.では具体的に相手が在学中にしてくれた親切の事象を受けて普通名詞化している。

### 数の概念による分類
- 可算名詞 (countable noun)
- 不可算名詞 (uncountable noun)

前述5種は、普通名詞・集合名詞が可算名詞、物質名詞・抽象名詞・固有名詞が不可算名詞として分類される。
英語における数の概念に関する仔細については下記の「#日本語以外の言語における名詞の特徴」を参照。

### 性
英語の名詞の性 (gender) は男性 (masculine)、女性 (feminine)、中性 (neuter) の3種に分類されるが、ラテン系言語に比べると文法的な相違は余り生じない。
また、中性において性 (sex) を明示する必要がない場合は通性 (common gender) として扱う。
現代英語において通常文法的に性 (gender) による区別は消失し、主に性 (sex) を基準にする。
英語における名詞の性に関する仔細については下記の「#日本語以外の言語における名詞の特徴」を参照。

### 格
英語の名詞の格は主格 (nominative case）、属格 (genitive case) または所有格 (possessive case)、目的格 (objective case) に分類される。
属格または所有格は主格関係、目的格関係、あるいは単純な所有関係を表す。

## 日本語以外の言語における名詞の特徴
日本語以外の言語における名詞の特徴をいくつか示す。

### 数
名詞の示すものの個数を示すとき、日本語や中国語などでは助数詞を用いる。一方、多くの言語で名詞を直接数えることができる。この名詞の示す数を数（すう）と呼び、少なくとも「単数」と「複数」がある。ただしそれらの言語でも全ての名詞を数えられるわけではなく、抽象名詞などは数えられない。数えられる名詞を可算名詞、そうでないものを不可算名詞と呼ぶ。一般に後者は単数形しかない。意味により可算と不可算に分かれることもある。例えば英語の paper は、紙の意味なら不可算で two sheets of paper などというが、新聞・論文の意味なら可算で、two papers などという。なお、人名（特に苗字）については、複数になり得る（例えば、「the」+「苗字の複数形」で「〜家」という意味になる（the Tanakasは「田中家」）。また、血縁関係がなくても複数の同姓の人を指す場合には複数形が用いられる（例えば、新聞などでtwo Matsui'sという表現もあった）。

### 性・クラス
数を持つ言語の多くは、文法上の性も持つ。全ての名詞が特定のグループ（男性と女性など）に分けられ、名詞を修飾する形容詞や限定詞、およびそれに対応する代名詞が名詞の性に応じて変化することが多い。例えばフランス語では、soleil は太陽を意味する男性名詞、lune は月を意味する女性名詞であり、冠詞が付くとそれぞれ le soleil と la lune になる。英語は、数を持つ言語としては珍しく名詞自体の性を持たず、わずかに三人称単数の代名詞he, she, it が区別されるだけである（ただし、名詞によっては代名詞を男性のhe、あるいは女性のsheで置き換えるなどのものがある。前者は複数人の意味を内包するものの、英文法上単数とされるeveryoneなどの性別不明の人を指す場合、後者はshipなど特定の物体や政治的・文化的用法における国についてである）。
実際の性と一致する場合もあるが、そうでないことも多く、また、各々の名詞との対応付けも言語ごとに異なり、一貫性がない。例えば、「太陽」を意味するフランス語のsoleil、スペイン語solはともに男性名詞であるが、ドイツ語Sonneは女性名詞であり、一方、「月」を意味するフランス語lune、スペイン語lunaは女性名詞であるのに対して、ドイツ語Mondは男性名詞である。結局、「性」と言いながら、実際は、同様の規範性を有する名詞集合の呼称であって、言語によっては5以上に分類されるものもあるため（「性 (文法)#性の数」参照）、自然の性にとらわれない「名詞類」「名詞クラス」と言う用語を使用することもある。

### 表記
標準ドイツ語の正書法では全ての名詞の頭文字を大文字にしなければならない。